# Kelvin Arase
Kelvin Arase (* 15. Jänner 1999 in Benin City, Nigeria) ist ein österreichischer Fußballspieler nigerianischer Herkunft.

## Karriere

### Verein
Arase begann seine Karriere 2009 beim SR Donaufeld Wien. 2011 kam er in die Jugend des SK Rapid Wien.
Ohne jemals zuvor auch nur für die Regionalligamannschaft gespielt zu haben, debütierte Arase im September 2016 in der Bundesliga, als er am achten Spieltag der Saison 2016/17 gegen die SV Mattersburg in Minute 86 für Louis Schaub eingewechselt wurde. Nach zwei Bundesligapartien folgte im Oktober 2016 gegen den Wiener Sportklub schließlich auch sein Debüt in der Regionalliga.
Sein erstes Pflichtspiel von Anpfiff an in der Kampfmannschaft absolvierte er im September 2017 in der zweiten Runde des ÖFB-Cups gegen den ASK Elektra Wien.
Im November 2017 wurde seine Vertragslaufzeit bis 2020 verlängert und Arase wurde im Jänner 2018 fest im Profikader aufgenommen.
Im August 2018 wurde er auf Kooperationsbasis an den Zweitligisten SV Horn verliehen. Nach dem Ende der Leihe kehrte er zur Saison 2019/20 zunächst zu Rapid zurück und spielte sowohl für die Profis als auch die Amateure. Im August 2019 wurde er jedoch erneut wieder auf Kooperationsbasis verliehen, diesmal an den Zweitligisten SV Ried. Nach nur zwei Spielen für Ried wurde er noch im selben Monat wieder nach Wien zurückbeordert.
Nach insgesamt elf Jahren bei Rapid wechselte Arase zur Saison 2022/23 nach Deutschland zum Zweitligisten Karlsruher SC, bei dem er einen bis Juni 2025 laufenden Vertrag erhielt. Beim KSC konnte er sich aber nicht durchsetzen: Bis zur Winterpause stand er zweimal in der Startelf und wurde insgesamt siebenmal in der 2. Bundesliga eingesetzt. Daraufhin wurde er im Jänner 2023 nach Belgien an den vom Österreicher Dominik Thalhammer trainierten Erstligisten KV Ostende verliehen. Er bestritt zehn von 13 möglichen Ligaspielen für Ostende, in denen er ein Tor schoss.
Zur Saison 2023/24 kehrte er zunächst nach Karlsruhe zurück, kam aber zu keinem weiteren Einsatz für den Zweitligisten. Im August 2023 wechselte Arase dann eine Liga tiefer zum Drittligisten SV Waldhof Mannheim. Im Sommer 2025 verließ er den Verein.

### Nationalmannschaft
Arase debütierte 2014 für die österreichischen U-15-Junioren. Mit der U-17-Auswahl nahm er 2016 an der EM in Aserbaidschan teil. Im September 2016 debütierte er im U-18-Nationalteam. Im Oktober 2016 spielte er gegen Aserbaidschan erstmals für die U-19-Mannschaft.
Im September 2018 debütierte Arase gegen Armenien für die U-21-Auswahl. Im März 2019 spielte er gegen Norwegen erstmals für die U-20-Auswahl.

## Persönliches
Arase kam in Benin City in Nigeria zur Welt. Im Alter von sechs Jahren zog er in den 22. Bezirk der österreichischen Hauptstadt Wien.